# Бизнес-акселератор
Бизнес-акселератор (англ. business accelerator, startup accelerator или seed accelerator, букв. «ускоритель») — учреждения и организованные ими программы интенсивного развития компаний через менторство, обучение, финансовую и экспертную поддержку в обмен на долю в капитале компании. Бизнес-акселератор также может поддерживать стартапы в онлайн-бизнесе.

## История подхода
Модель бизнес-акселератора сформировалась на основе опыта, приобретённого предпринимателями и инвесторами во время бума доткомов. Рыночная практика того времени предполагала крупные инвестиции в единичные компании — и именно по этому принципу работали существовавшие в конце 1990-х годов стартап-инкубаторы для компаний из сферы информационных технологий. Кризис технологических компаний продемонстрировал несостоятельности этой модели, а финансовые потери инкубаторов принесли им саркастическое наименование «мусоросжигатели» (игра слов: англ. incubator и incinerator, букв. печь для отходов).
С восстановлением интереса венчурных капиталистов к интернет-рынку, сформировалась модель, учитывающая особенности роста стартапов из этой отрасли. Пионером среди акселераторов стал Y Combinator, открытый Полом Грэмом, Тревором Блэквеллом, Робертом Моррисом и Джессикой Ливингстон в Бостоне в 2005 году. Вместо длительной «инкубации» проектов Y Combinator предложил трёхмесячные групповые программы подготовки и небольшие посевные инвестиции. Второй набор Y Combinator прошел в Кремниевой долине. Вслед за ним открылись другие известные акселераторы — Plug and Play и Techstars. Первый европейский акселератор — лондонский Seedcamp — начал работу в 2007 году, а к 2013 году их число достигло 50. Исследование индустрии поддержки стартапов в Европе, проведённое в 2014 году, продемонстрировало активность, соразмерную американской стартап-экосистеме. По разным оценкам, к 2014 году в мире работало от 300 до 400 акселераторов.
В числе первых модель Y Combinator применил в России акселератор AddVenture, открывшийся в технопарке подмосковного Троицка в 2008 году. Спустя два года набор в свои программы начали созданный выходцами из KupiVIP и его холдинговой компании Fast Lane Ventures, принадлежащий управляющей компании фонда Bright Venture акселератор Bricolage, открытый основателем Price.ru Аркадием Морейнисом «Главстарт», «Техдрайв» и «Яндекс. Фабрика». По данным совместного исследования, проведённого изданием Firrma.ru и Российской венчурной компанией в 2013 году, Fastlane Ventures, как и открывшийся год спустя Farminers оставались в числе самых активных российских акселераторов. Помимо них в список вошли Фонд развития интернет-инициатив, GenerationS, Pulsar Ventures, API Moscow, Global TechInnovations, iDealMachine, MetaBeta.

## Особенности модели
Министерство торговли США обозначило бизнес-акселераторы как институты поддержки выпускников инкубаторов и программы инкубации для готовых к получению инвестиций компании. Основной фокус акселераторов — технологические, в частности, софтверные стартапы: стоимость запуска и развития этих компаний значительно снизилась во второй половине 2010-х годов. Роль акселераторов в «экосистеме» венчурного финансирования — отбор перспективных стартапов для фондов и подготовка команд к привлечению инвестиционных раундов.
В отсутствие общепринятого определения, характерные особенности бизнес-акселераторов позволяют провести границу между ними и традиционными инкубаторами. Обобщая тезисы из диссертации Джеда Кристенсена на соискание степени магистра делового администрирования (2009 год), исследования The Startup Factories авторства Пола Миллера и Кирстен Баунд (2011 год) и публикации Сьюзен Коэн в журнале Innovations: Technology, Governance, Globalization Массачусетского технологического института (декабрь 2013 года), можно отметить ключевые особенности модели.
- Состав акселераторов формируется на конкурсной основе. Команды проходят тщательный отбор, собеседования и интервью. Число заявок в известные акселераторы достигает тысяч, но в один набор проходит только несколько десятков команд.
- Прошедшие отбор команды проходят подготовку одновременно в составе потока (также именуемого составом, набором или когортой). Постоянное общение способствует обмену опытом и взаимной поддержке.
- Большинство акселераторов предоставляет резидентам посевное финансирование и получает доход за счёт роста стоимости доли в капитале проинвестированных стартапов.
- Программы акселерации ограничены несколькими месяцами, на протяжении которых команды проходят обучение в близких предпринимательству областях, общаются с известными предпринимателями, инвесторами и нишевыми специалистами, работают с менторами. Большую роль в процессе обучения играет развитие бизнес-модели. По завершении акселерации команды представляют свои проекты инвесторам и имеют возможность привлечь следующий раунд финансирования.

## Ценность акселерации
Исследование Джеда Кристенсена отметило, что при выборе программ акселерации, основатели стартапов ориентируются на долгосрочные интересы и пользу, которую может принести участие. В их приоритете выстраивание связей с будущими инвесторами и репутация программы, которая способствует дополнительному вниманию журналистов и пользователей.

### Начальное финансирование
Несмотря на то, что объём предоставляемого акселератором посевного (предпосевного) финансирования редко становится определяющим фактором, оно имеет значение, поскольку позволяет команде сосредоточиться на проекте. Оно также покрывает базовые расходы стартапа на переезд команды в город проведения программы и привлечение сторонних специалистов для развития продукта.

### Репутация
Известные акселераторы, выпустившие стартапы с многомиллионной оценкой (например, Reddit, Airbnb, Dropbox, Stripe), привлекают особый интерес журналистов и инвесторов. Участие в подобной программе, по заявлениям акселераторов, помогает резидентам строить собственную репутацию, облегчает общение со СМИ и привлечение ранних последователей.

### Обратная связь
Участие в акселераторе позволяет стартапу получить экспертную оценку от опытных предпринимателей и инвесторов (будь то основатели акселератора, ведущие лекций и семинаров и иные гости), приглашенных специалистов и других команд.

### Обучение и менторство
В рамках подготовки резиденты получают знания из области юриспруденции, финансов, маркетинга и организации продаж, обучаются ведению переговоров, получают помощь в технической разработке. Акселераторы обучают резидентов лучшим рыночным практикам развития бизнеса (например, бережливому развитию, помогающим избежать ошибок в развитии компании.

### Выход на инвесторов
Акселераторы выполняют отбор перспективных проектов и талантливых предпринимателей, и тем привлекают инвесторов и бизнес ангелов. На встречах и мероприятиях и во время «Демонстрационного дня», завершающего программу акселерации, резиденты представляют проекты и могут привлечь внимание инвестиционных фондов или получить рекомендации и ценные контакты среди венчурных капиталистов.

## Критика модели
Среди оценок программ акселерации существуют и негативные. Критики утверждают, что привлекательность развития собственных стартапов для технической интеллигенции создаёт дефицит на рынке труда для технологических компаний. Отмечается, что фокусируясь на обучении основателей, акселераторы выпускают немного жизнеспособных, инвестиционно привлекательных проектов. В росте числа выпускников акселераторов некоторые критики видят потенциал для экономического пузыря переоценённых компаний, который может привести к потере доверия к отрасли и падению оценки технологических стартапов как таковых.

## Крупнейшие акселераторы России
- Бизнес-инкубатор ВШЭ
- Бизнес-акселератор МГУ
- Акселератор РЭУ им. Плеханова
- Акселератор социальных инициатив RAISE (РАНХиГС)
- Акселератор Школа стартапов Skolkovo
- Московский акселератор[20]